# Pavona frondifera
Pavona frondifera là một loài san hô trong họ Agariciidae. Loài này được Lamarck mô tả khoa học năm 1816.